# GA Hochschule
Die GA Hochschule der digitalen Gesellschaft war eine im Jahre 2014 gegründete, staatlich anerkannte Fachhochschule in privater Trägerschaft, die sich auf Studiengänge für die Spieleentwicklung und Computerspiele-Branche spezialisiert hat. Standorte waren Berlin und Frankfurt am Main. Nach nur einem Jahr stellte die Hochschule im August 2015 den Betrieb ein. Laut dem Gründer Thomas Dlugaiczyk fanden sich für den dritten Studienstart keine ausreichende Anzahl an Studierenden, weshalb die Weiterführung ökonomisch nicht mehr möglich gewesen sei.
Träger war die GA Hochschule der digitalen Gesellschaft GmbH, an der die Games Academy GmbH und die Klett-AG beteiligt sind. Kanzler war Thomas Dlugaiczyk, der ebenfalls Geschäftsführer und Inhaber der Games Academy GmbH war und zuvor bereits die USK leitete.
Die Hochschule war auf Fachmessen, etwa auf der gamescom vertreten. Die GA Hochschule bot ab April 2014 zwei verschiedene Bachelor-Studiengänge an:
- Medienwissenschaften: Game Design und Gamification (B.A.) (6 Semester)
- Digital Art (B.A.) (6 Semester)

Präsidentin der Hochschule und Fachbereichsleiterin Medienwissenschaften war während der Gründung Linda Breitlauch, zum ersten Studiensemester übernahm Sylvius Lack die Leitung der Hochschule. Angela Kern übernahm die Leitung des Studiengangs Digital Art.
Die GA Hochschule arbeitete mit Crytek, Nintendo, Microsoft und Sony zusammen.